# Sultan Al-Sowaidi
Sultan Al-Sowaidi (Arabic:سلطان السويدي) (sinh ngày 26 tháng 11 năm 1993) là một cầu thủ bóng đá người Các Tiểu vương quốc Ả Rập Thống nhất. Hiện tại anh thi đấu cho Al Dhafra.
Ngày 13 tháng 10 năm 2017 anh ra mắt cho Al Dhafra trong trận đấu với câu lạc bộ cũ và ghi bàn thắng gỡ hòa ở phút thứ 45.